# Méandre
Méandre és una pel·lícula de ciència-ficció de terror francesa escrita i dirigida per Mathieu Turi, estrenada el 2020. Aquest és el segon llargmetratge del director, rodat en francès i anglès. El seu cost va ser de 2,6 milions d’euros.

## Sinopsi
Una jove, fent autostop, descobreix que el conductor és un assassí en sèrie fugit. Es desperta en un tub metàl·lic ple de trampes mortals. Per no morir i superar la seva crisi de claustrofòbia, haurà d'avançar constantment allà trobant-se amb altres víctimes...

## Repartiment
- Gaia Weiss : Lisa
- Peter Franzén : Adam
- Romane Libert : Nina
- Frédéric Franchitti : Adam, cremat
- Corneliu Dragomirescu : El pare
- Eva Niewdanski : Lisa, adolescent

## Producció
El rodatge va tenir lloc a l'estudi Eye-Light, a La Courneuve, durant 33 dies.

## Acollida
La pel·lícula fou seleccionada i es presenta l’11 d'octubre de 2020 en estrena mundial al LIII Festival Internacional de Cinema Fantàstic de Catalunya,. També es projecta el 6 d'abril de 2021 al Festival Internacional de Cinema Fantàstic de Brussel·les, a Bèlgica.

La pel·lícula estava programada originalment per estrenar-se el 10 de febrer de 2021 a França. Però, a causa del tancament de diversos cinemes francesos a causa de la pandèmia de Covid-19, es va ajornat al 16 de juny de 2021, abans de ser postergada fins al 9 de juny de 2021. Finalment s'avança al 26 de maig de 2021 després de la data de reobertura dels cinemes per part del govern.

### Comentaris
A l'aspecte positiu, Charlotte Marsal de CNews ens assegura que és «una escenificació eficaç, musculosa i rítmica per a una cursa contra el temps».
En l’aspecte negatiu, François Léger de Première troba que «Mathieu Turi mai aconsegueix deslligar-se d'aquestes referències aclaparadores, però una petita música personal marca la pel·lícula, visualment impressionant donat el pressupost limitat. Llàstima que l'escenari, que ens hauria agradat una mica més minimalista, s'embolica en una metàfora mai satisfactòria del dol».